# Sattelmannsburg
Sattelmannsburg ist ein Gemeindeteil des Marktes Gößweinstein im Landkreis Forchheim (Oberfranken, Bayern).

## Geografie
Das Dorf liegt in der Wiesentalb etwa acht Kilometer westsüdwestlich des Ortszentrums von Gößweinstein auf einer Höhe von 500 m ü. NHN.

## Geschichte
1591 wurde ein Waldgebiet namens „Sattnerßburgk“ erstmals erwähnt. 1621 gab es dort zwei Gütlein. Der Flurname ging auf den Ort über.
Durch die Verwaltungsreformen zu Beginn des 19. Jahrhunderts im Königreich Bayern wurde Sattelmannsburg mit dem Zweiten Gemeindeedikt 1818 rin Bestandteil der Ruralgemeinde Wichsenstein. Mit der Gebietsreform in Bayern wurde Sattelmannsburg zusammen mit dem überwiegenden Teil der Gemeinde Wichsenstein am 1. Mai 1978 in den Markt Gößweinstein eingegliedert. Im Jahr 1987 hatte Sattelmannsburg 70 Einwohner.

## Verkehr
Die von Wannbach kommende Kreisstraße FO 37 durchquert den Ort und führt über Hardt weiter nach Wichsenstein auf dem Hochplateau der Nördlichen Frankenalb. Der ÖPNV bedient das Dorf an einer Haltestelle der Buslinie 234 des VGN. Der nächstgelegene Bahnhof der Wiesenttalbahn befindet sich in Pretzfeld.